# Christian Ménanteau
Christian Menanteau, né le 31 mai 1950 à Casablanca (Maroc), est un journaliste et patron de presse français.
Christian Menanteau est élevé au Maroc dans une famille d'agriculteurs. Son père, d'origine vendéenne, a lancé le Journal des exportateurs d'agrumes. Christian suit ses études au Lycée Montaigne de Bordeaux. 
Au décès de son père, la famille s'installe à Montpellier. Christian poursuit des études de sciences économiques. Il se lie d'amitié avec Guy Sitbon, grand reporter au Nouvel Observateur. Quelques années plus tard, Christian Ménanteau travaillera pour l'hebdomadaire pendant 18 mois, chargé des dossiers économiques et du supplément Atlas Éco.
Il rejoint la rédaction du Nouvel Économiste, dirigé par Michel Tardieu, où il rencontre notamment Gérard Moatti, Pierre Péan et Jean-Marc Sylvestre.
Il participe en 1977 à la création du Matin de Paris sous la houlette de Claude Perdriel. En 1981, Alexandre Baloud l'engage à RTL. En 1986, il est nommé envoyé spécial permanent aux États-Unis où il rencontre son épouse, une diplomate française vivant à New York. Quatre ans plus tard, il est promu rédacteur en chef de RTL sous la direction de Philippe Labro.
En janvier 1994, il devient directeur adjoint du Revenu français que Gilles Coville vient de créer. Fin 1997, il reprend le magazine Gault&Millau en s'associant avec Pierre Dauzier, PDG d'Havas, et Philippe Faure (fils de Maurice Faure) qu'il a rencontré quelques années auparavant à l'ambassade des États-Unis.
Il est nommé directeur général-éditeur de La Tribune en janvier 2000, succédant à Elisabeth Descombes, qui était directrice générale du quotidien depuis janvier 1997. Enfin, il remplace en 2006 Hedwige Chevrillon sur BFM.
Durant l'été 2007, Christian Ménanteau est chargé de la présentation de l'émission Les auditeurs ont la parole sur RTL. Il remplace également Nicolas Poincaré, durant ce même été, à l'émission On refait le monde. 
Depuis la rentrée 2010, du lundi au vendredi, dans la matinale de RTL, Christian Menanteau tient une chronique économique intitulée La Question Éco (devenue par la suite Éco Menanteau). Cette chronique était proposée jusqu'en fin de saison 2020 dans RTL Petit Matin. Christian Menenteau  n'apparaît plus dans la grille de RTL depuis septembre 2020.

## Source
- Christian Ménanteau : un patron heu-reux, Céline Edwards-Vuillet, La Tribune de la vente, février 1999, no 277, p. 30-32